# A Acea (Allariz)
A Acea es un lugar situado en la parroquia de Meire, del concello de Allariz, en la provincia de Orense, Galicia, España.